# Lely (Floryda)
Lely – jednostka osadnicza w Stanach Zjednoczonych, w stanie Floryda, w hrabstwie Collier.